# František Rumler
František Rumler svobodný pán z Eichenwehru (Franz Freiherr Rumler von Eichenwehr) (12. října 1824, Pecka – 10. prosince 1909, Vídeň) byl český právník a soudce. Od mládí působil u různých soudů v Praze, dvacet let byl vysokým úředníkem rakouského ministerstva spravedlnosti ve Vídni. V letech 1891–1898 zastával funkci prezidenta vrchního zemského soudu v Čechách. Po odchodu do penze získal titul barona a stal se členem rakouské panské sněmovny.

## Životopis
Byl synem Josefa Rumlera, učitele v Pecce. Vystudoval práva na Karlově univerzitě a v roce 1848 vstoupil do státních služeb, nejprve v Praze, v letech 1850–1851 krátce u okresního soudu v Mladé Boleslavi. Od roku 1850 dlouhodobě působil v Praze, kde služebně postupoval u Zemského a Vrchního zemského soudu. Od roku 1866 byl radou Zemského soudu a od roku 1868 radou Vrchního zemského soudu, mezitím byl v roce 1867 povýšen do šlechtického. Dvacet let pak působil na ministerstvu spravedlnosti ve Vídni, kde byl přednostou zemského departmentu pro Čechy (1871–1891), v roce 1875 byl jmenován ministerským radou. V roce 1882 získal Leopoldův řád a v roce 1886 mu byl udělen šlechtický titul rytíře. V roce 1891 byl jmenován c.k. tajným radou a vrátil se do Prahy, kde byl jmenován prezidentem vrchního zemského soudu pro Čechy (1891–1898), od roku 1894 byl též členem Nejvyššího soudního dvora ve Vídni. V roce 1897 získal velkokříž Řádu Františka Josefa a o rok později byl povýšen do stavu svobodných pánů. V roce 1898 byl penzionován a o rok později byl jmenován doživotním členem rakouské panské sněmovny. Životní dráha Františka Rumlera dokládá možnost kariéry v c. k. monarchii v 19. století, kdy synek z prostých poměrů českého venkova mohl dosáhnout nejvyšších postů v zemské justici a titulu barona.
Jeho manželkou byla od roku 1860 Marie, rozená Dolejšová. Měli spolu čtyři děti, synové Karel (1862–1938) a Kamil (1871–1929) byli právníci a působili na ministerstvech železnic a spravedlnosti.